# Mirzakarim Norbiekow

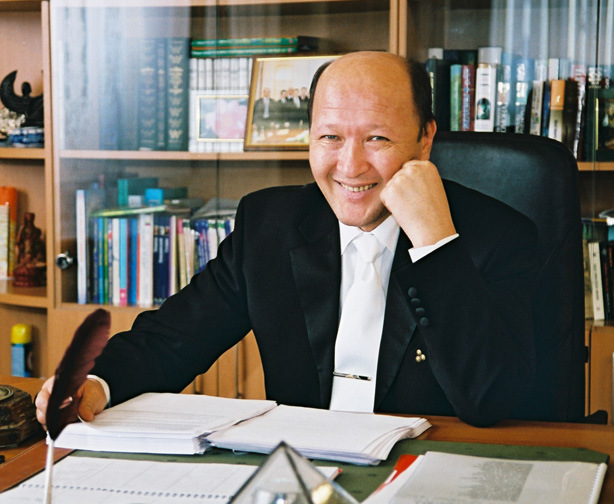
Mirzakarim Norbiekow

Mirzakarim Sanakułowicz Norbiekow, ros. Мирзакарим Санакулович Норбеков (ur. 17 listopada 1957 w pobliżu Samarkandy) – uzbecki i rosyjski specjalista medycyny niekonwencjonalnej. Założył Institut Samowosstanowlenija Czełowieka (Институт Самовосстановления Человека, dosł. Instytut Samoodnowienia Człowieka) i Błagotworitielnyj Fond akadiemika Norbiekowa (Благотворительный Фонд академика Норбекова, dosł. Fundacja Dobroczynna Akademika Norbiekowa). Jest autorem prac poświęconych tzw. systemowi Norbiekowa (система Норбекова).
W wieku szesnastu lat zarabiał tworząc artystyczne murale. W 1976 roku służył w wojsku, jednak został zwolniony ze względów zdrowotnych. Rozpoczął więc studia w instytucie w Andiżanie na fakultecie bawełnoznawstwa, z których zrezygnował po trzech latach. W latach dziewięćdziesiątych opracował tzw. system Norbiekowa, polegający na zestawieniu różnych sposobów leczenia niekonwencjonalnego. W 1998 roku w Moskwie stworzył Instytut Samoodnowienia Człowieka. Placówka posiada przedstawicielstwa w 28 państwach świata. Norbiekow sam siebie tytułuje doktorem psychologii, pedagogiki, filozofii medycyny, profesorem, członkiem rzeczywistym i członkiem-koresponentem szeregu rosyjskich i zagranicznych akademii.
Rossijskaja Associacija centrow izuczenija rieligii i siekt (Российская Ассоциация центров изучения религии и сект, dosł. Rosyjskie Stowarzyszenie Centrów Badania Religii i Sekt) wpisała instytut Norbiekowa na listę najbardziej destrukcyjnych autorytarnych sekt i grup, posiadających znaczącą liczbę tych cech, a także centrów okultystycznych i ruchów. Według badacza sekt Aleksandra Dworkina instytut należy zaliczyć do grona sekt eklektycznych, które funkcjonują na zasadzie łączenia elementów psychotechniki, okultyzmu, pseudosufizmu i uzdrowicielstwa, a Norbiekow w swojej działalności bliski jest ideom New Age i neopięćdziesiątników